# Ludwig von Dóczi
Ludwig von Dóczi, ungarisch Lajos Dóczi, geboren als Ludwig Dux, auch Louis Dux (* 27. November 1845 in Sopron; † 29. August 1919 in Budapest) war ein österreichisch-ungarischer Dichter, Journalist und Politiker jüdischer Herkunft.

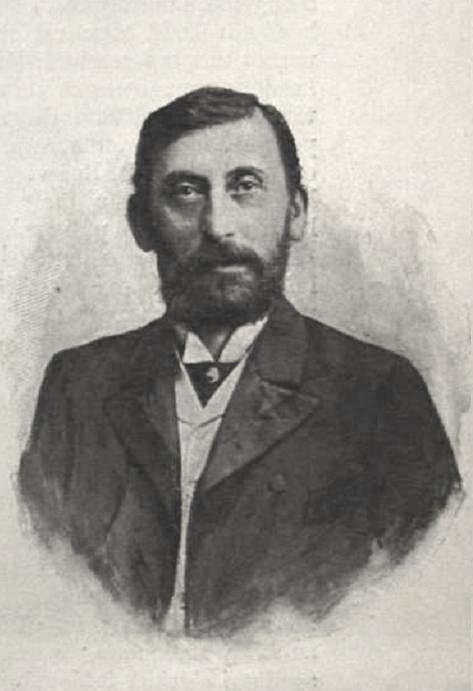
Porträt 1887

## Leben
Dóczis Vater Adolf Dux war Weinhändler und ist nicht mit dem gleichnamigen Dichter Adolf Dux zu verwechseln.
Nach seiner Schulzeit studierte er in Wien Rechtswissenschaften. Dort schrieb er für Die Presse. Seine Artikel, in denen er für den Ausgleich von 1867 zwischen Österreich und Ungarn warb, stießen auf Zustimmung. Auf Empfehlung des damaligen Justizministers Balthasar Horváth wurde er 1868 Beamter im Büro des Ministerpräsidenten. Als Gyula Andrássy 1872 Außenminister wurde, begleitete Dóczi ihn nach Wien und wurde zunächst zum Sektionsrat und später zum Hofrat im Außenministerium ernannt. 1889 wurde ihm der Titel eines Barons verliehen. 1902 zog er sich aus dem öffentlichen Leben zurück. Er lebte in Deutschkreutz und Budapest.
Dóczi war christlicher Konvertit.

## Literarisches Werk
Dóczis Ansehen erwuchs nicht aus seiner Verwaltungskarriere, sondern aus seinen Leistungen als Dramenautor und Übersetzer. Seine bekannteste Komödie Csók (Der Kuß) wurde in ungarischen und deutschen Theatern gespielt (k.k. Hof- und Burgtheater am 27. Februar 1877) und gewann 1871 den Preis der Ungarischen Akademie der Wissenschaften. Dóczi übersetzte sie selbst ins Deutsche.
Weitere seiner Dramen sind:
- Utolsó Szerelem (Die letzte Liebe), 1879
- Széchy Mária, 1886
- Vegyes Párok,  1889
- Vera Grófnő, 1891
- Ellinor Királyleány, eine Tragödie, 1897

Daneben übersetzte er 1873 Hippolyt August Schauferts Komödie Schach dem König, 1873, schrieb das Libretto zu Karl Goldmarks Oper Merlin und zu Johann Strauss’ Ritter Pásmán. 
Seine Übersetzung von Goethes Faust ins Ungarische und seine deutsche Übersetzung von Imre Madáchs durch den Faust inspirierte Az ember tragédiája (Deutsch: Die Tragödie des Menschen) wurden allgemein berühmt. Sein gesammeltes lyrisches Werk erschien 1890. Seine letzte Arbeit war die Übersetzung von Schillers Gedichten ins Ungarische.